# Pallada (croiseur, 1907)
Pour les articles homonymes, voir Pallada (homonymie).
Le Pallada (en russe : Паллада) est le quatrième et dernier croiseur cuirassé de la classe Baïan construit pour la Marine impériale de Russie. il devait son nom à l'épiclèse de la déesse de la mythologie grecque Athéna. Son prédécesseur, le croiseur auxiliaire Pallada prit part à la bataille de la mer Jaune le 10 août 1904, et fut coulé lors de la prise de Port-Arthur en décembre 1904.

## Historique duPallada
Les navires de la classe Baïan sont la quatrième classe de croiseurs construits pour la Marine impériale de Russie, celle-ci constituant une réelle évolution par rapport aux classes précédentes. La construction de l’Amiral Makarov et du Baïan est confiée à la Compagnie française des Forges et Chantiers de la Méditerranée à La Seyne-sur-Mer à Toulon. Les deux derniers navires, le Baïan II et le Pallada furent construits au Chantier naval de la Nouvelle Amirauté à Saint-Pétersbourg.

## Technique
La construction du Pallada débute en août 1905, il est lancé le 10 novembre 1906, et sa mise en service a lieu le 21 février 1911. Le navire déplaçait 7 825 tonnes (standard), et 8 474 tonnes au maximum. D'une longueur de 137 mètres et d'une largeur de 17,05 m, le Pallada avait un tirant d'eau de 7 mètres. Le blindage fut usiné par Krupp, sa ceinture atteignait une épaisseur de 200 mm, ses tourelles et sa barbette 135 mm, les casemates jusqu'à 30 mm sur le pont principal. L'armement se composait de deux canons de 203 mm, huit de 152 mm, deux de 75 mm et de 63 mm, le croiseur était également doté de deux tubes lance-torpilles d'un calibre de 450 mm. Deux machines à vapeur à triple expansion verticale (TEV) et 26 chaudières de type Belleville donnaient au Pallada une puissance de 16 500 cv, et lui permettaient d'atteindre une vitesse maximale de 21 nœuds (39 km/h). Avec une capacité de 1 020 tonnes de charbon, ce croiseur possédait un rayon d'action de 7 200 kilomètres à une vitesse de 10 nœuds (19 km/h). L'équipage se composait de 573 hommes, lors de son naufrage 597 hommes servaient à bord du Pallada.

### Carrière dans la Marine impériale de Russie
Le Pallada servit dans la flotte de la Baltique sous le commandement de l'amiral Nikolaï Ottovitch von Essen. Au début de la Première Guerre mondiale ce croiseur eut une activité intense.
Le 26 août 1914, le Pallada et le croiseur Bogatyr jouèrent un rôle crucial dans l'acquisition des codes allemands, grâce aux communications du croiseur SMS Magdebourg (Construction 1910 - Lancement 13 mai 1911 - Mis en service le 20 août 1912 - Après son échouage, il coule le 26 août 1914). Afin de se soustraire à la vue des navires russes, le croiseur allemand entra dans une brume épaisse près de l'île Odensholm dans le Golfe de Finlande où il s'échoua. Malgré les efforts entrepris par le destroyer V-6 et le croiseur SMS Amazone pour libérer le Magdebourg et sauver l'équipage, le navire resta enlisé. Toutefois, et bien que la plupart des codes et chiffres aient été détruits, certains codes des signaux envoyés du croiseur allemand aux sauveteurs sont captés par la radio du Pallada. Les Russes transfèrent les codes de la Marine allemande à l'Amirauté britannique, ils se révèlent très précieux pour la Royal Navy. Ce code est utilisé par l’Intelligence Service et la Royal Navy jusqu'en mai 1917.
Moins de deux mois plus tard, le 11 octobre 1914, le Pallada est torpillé par le sous-marin allemand U-26. La torpille provoque une explosion dans la soute à munitions et, en quelques minutes, le croiseur disparaît dans l'eau avec 597 hommes. Il est le premier navire de la Marine impériale de Russie coulé pendant la Première Guerre mondiale.

## Sources et bibliographie
- Stephen McLaughlin : De Ruirik à Ruirik: Croiseurs blindés de la Russie, navire de guerre en 1999-2000. Conway’s Maritime Press Conway Maritime Press